# Eppur... la città si muove!
Eppur... la città si muove! (それでも町は廻っている?, Soredemo machi wa mawatteiru) è un manga seinen giapponese edito in Giappone da Shōnen Gahōsha, scritto e disegnato da Masakazu Ishiguro. È stato pubblicato a partire dal 30 marzo 2005 e i suoi capitoli sono stati raccolti in 16 volumi. Dal manga è stato tratto anche una serie TV anime di 12 episodi prodotta dallo studio Shaft e trasmessa dal 7 ottobre al 23 dicembre 2010. In Italia il manga è pubblicato da GP Publishing a cadenza bimestrale dal 23 giugno 2012; la pubblicazione si è interrotta dopo l'uscita del terzo volume, il 20 ottobre 2012, a seguito della fusione della GP Publishing con Edizioni BD.

## Trama
Hotori è una studentessa che lavora part-time in un maid café. Appassionata di misteri, grazie alla presenza di personaggi fuori dal comune, non perde occasione per vivere vicende surreali.

## Personaggi

### Personaggi principali
Hotori Arashiyama (嵐山 歩鳥?, Arashiyama Hotori)
Doppiata da: Chiaki Omigawa
È la protagonista della serie. Ama i romanzi gialli e i misteri. Odia la matematica poiché la ritiene inutile per una aspirante detective come lei. Quando la proprietaria del Seaside Café le ha ricordato di quante volte da bambina le aveva offerto del curry, Hotori ha iniziato a lavorare part-time nel locale che è diventato un maid café.
Toshiko Tatsuno (辰野 俊子?, Tatsuno Toshiko)
Doppiata da: Aoi Yūki
Toshiko è una compagna di Hotori, porta gli occhiali ed ha i capelli bruni. Ha deciso di lavorare nello stesso locale perché ha una cotta per Sanada, che è un cliente abituale. Non ama il suo soprannome "Tattsun" (a volte esteso a "Tattsun-tsun").
Hiroyuki Sanada (真田 広章?, Sanada Hiroyuki)
Doppiato da: Miyu Irinu
È un compagno di classe e amico di infanzia di Hotori. Suo padre è un pescivendolo, mentre sua madre morì quando era giovane. Ha una cotta per Hotori e non è a conoscenza dei sentimenti di Toshiko.
Uki Isohata (磯端 ウキ?, Isohata Uki)
Doppiata da: Takahiro Sakurai
Proprietaria e capo-cameriera del Maid Seaside Café. In precedenza il locale era un ristorante di curry, ma dopo la morte di suo marito lo ha trasformato in un maid café seguendo le nuove tendenze. Hotori la conosce da molto tempo e la chiama "nonna" anche se non sono parenti di sangue.
Harue Haribara (針原 春江?, Haribara Harue)
Doppiata da: Ryōko Shiraishi
Compagna di classe di Hotori, ha dei denti molto sporgenti. Gioca a ping pong.
Natsuhiko Moriaki (森秋 夏彦?, Moriaki Natsuhiko)
Doppiato da: Tomokazu Sugita
Insegnante di matematica della Scuola superiore Oya. È anche l'insegnante responsabile della classe di Hotori, che ha una cotta per lui.
Futaba Kon (紺 双葉?, Kon Futaba)
Doppiata da: Rieka Yazawa
Inizialmente scambiato da Hotori per un ragazzo più giovane di lei, in realtà è una studentessa più grande che fa parte del club di ping pong. Ama i gatti e suona il basso.

### Famiglia Arashiyama
Ayumu Arashiyama (嵐山 歩?, Arashiyama Ayumu)
Doppiato da: Yūki Ono
È il padre di Hotori.
Yukimi Arashiyama (嵐山 雪美?, Arashiyama Yukimi)
Doppiata da: Miyu Matsuki
È la madre di Hotori.
Takeru Arashiyama (嵐山 猛?, Arashiyama Takeru)
Doppiato da: Mutsumi Tamura
È il fratello minore di Hotori.
Yukiko Arashiyama (嵐山 雪子?, Arashiyama Yukiko)
Doppiata da: Eri Sendai
Sorella di Hotori e membro più giovane della famiglia. Le piacciono i romanzi gialli ed ha buone qualità investigative.
Josephine (ジョセフィーヌ?, Josefīnu)
Doppiato da: Miyu Matsuki
Cane da compagnia della famiglia Arashiyama, simile a un cane procione giapponese. Nell'anime finisce tutte le sue frasi con "Poko".

### Personaggi della città
Shunsaku Matsuda (松田 旬作?, Matsuda Shunsaku)
Doppiato da: Shigeru Chiba
Arci-nemico di Hotori, agente di polizia locale.
Yuuji Sanada (真田 勇司?, Sanada Yuuji)
Doppiato da: Takaya Kuroda
Pescivendolo e padre di Hiroyuki.
Takanori Kikuchi (菊池 貴則?, Kikuchi Takanori)
Doppiato da: Nobuaki Kanemitsu
Proprietario del negozio di alimentari e assiduo frequentatore del café.
Shizuka Kameidō (亀井堂 静?, Kameidō Shizuka)
Doppiata da: Satsuki Yukino
Proprietaria del negozio di antiquariato.
Eri Isezaki (伊勢崎 恵梨?, Isezaki Eri)
Doppiata da: Emiri Kato
Compagna di scuola tsundere di Takeru, che ha una cotta per lui. Il suo soprannome è "Ebi-chan".

## Media

### Manga
Il manga, scritto e disegnato da Masakazu Ishiguro, è stato serializzato dal 30 marzo 2005 al 28 ottobre 2016 sulla rivista Young King OURs edita da Shōnen Gahōsha. I vari capitoli sono stati poi raccolti in sedici volumi tankōbon pubblicati dal 27 gennaio 2006 al 14 febbraio 2017.
In Italia la serie è stata pubblicata da GP Publishing dal 23 giugno al 20 ottobre 2012, interrompendosi al terzo volume.

#### Volumi
| 1  | 27 gennaio 2006 | ISBN 978-4-7859-2604-5 | 23 giugno 2012  | ISBN 978-88-6468-764-3 |
| 1  | Capitoli - 1. Un locale paradisiaco. Before. (至福の店 ビフォア?, Shifuku no mise Bifoa) - 2. Un locale paradisiaco. After. (至福の店 アフター?, Shifuku no mise Afutā) - 3. Processo per molestie sessuali (セクハラ裁判?, Sekuhara saiban) - 4. Occhi (目?, Me) - 5. La fuga d'amore (愛の逃避行?, Ai no tōhikō) - 6. Toshiko Tatsuno non si arrende (辰野トシ子は砕けない?, Tatsuno Toshiko wa kudakenai) - 7. Racconto di un'avventura spaziale (宇宙冒険ロマン?, Uchū bōken roman) - 8. Un'insegna di successo (看板娘は大人気?, Kanban musume wa dai ninki) - 9. L'equazione dell'amore (恋の方程式?, Koi no hōteishiki) - 10. Kamaboko, oplà, oplà (カマボコ ボヨン ボヨン?, Kamaboko boyon boyon) - 11. Il ragazzo-gatto (猫少年?, Neko shōnen) |                        |                 |                        |
| 2  | 26 ottobre 2006 | ISBN 978-4-7859-2707-3 | 25 agosto 2012  | ISBN 978-88-6468-765-0 |
| 2  | Capitoli - 12. L'invito di una fanciulla è una trappola infernale?! (乙女の誘いは奈落の罠!??, Otome no sasoi wa naraku no wana!?) - 13. Eppur... la città si muove! (Prima parte) (それでも町は廻っている（前編）?, Soredemo machi wa mawatteiru (zenpen)) - 14. Eppur... la città si muove! (Seconda parte) (それでも町は廻っている（後編）?, Soredemo machi wa mawatteiru (kōhen)) - 15. L'angelo con il pigiama (パジャマの天使?, Pajama no tenshi) - 16. Night walker (ナイトウォーカー?, Naito wōkā) - 17. Il villaggio delle cameriere (出張メイドサービス?, Shutchō meido sābisu) - 18. Buche (穴?, Ana) - 19. L'estate di Josephine (ジョセフィーヌの夏?, Josefīnu no natsu)                                                                    |                        |                 |                        |
| 3  | 3 agosto 2007 | ISBN 978-4-7859-2827-8 | 20 ottobre 2012 | ISBN 978-88-6468-887-9 |
| 3  | Capitoli - Il caso del pianto a dirotto nella capanna al mare (海の家号泣事件?, Umi no ie gōkyū jiken) - 20. La scatola di Pandora (パンドラの箱?, Pandora no hako) - 21. Il gruppo musicale del labirinto (迷路楽団?, Meiro gakudan) - 22. All 4 all (ワン・オア・エイト?, Wan oa eito) - 23. Continuare a credere a Babbo Natale (まもれ サンタの夢?, Mamore Santa no yume) - 24. Detective girls (Detective girls?, Ditekutibu gāruzu) - 25. La roulette maledetta (呪いのルーレット?, Noroi no rūretto) - 26. Le origini della ragazza detective (少女探偵誕生?, Shōjo tantei tanjō) - 27. All 4 all again (ワン・オア・エイト・アゲイン?, Wan oa eito agein) - 28. Il vecchietto ficcanaso (ツッコミじいさん?, Tsukkomi jii san)                   |                        |                 |                        |
| 4  | 19 marzo 2008 | ISBN 978-4-7859-2926-8 | -               | -                      |
| 4  | Capitoli - 29. (嵐山財宝調査隊?, Arashiyama zaihō chōsa tai) - 30. (メイド探偵大活躍?, Meido tantei dai katsuyaku) - 31. (一ぱいのミシンそば?, Ippai no mishin soba) - 32. (激突! 妖精VS死神?, Gekitotsu! Yōsei bāsasu shinigami) - 33. (実に微妙なカード?, Jitsu ni bimyō na kādo) - 34. (まぬけな正月の過ごし方?, Manuke na shōgatsu no sugoshi kata) |                        |                 |                        |
| 5  | 26 dicembre 2008 | ISBN 978-4-7859-3086-8 | -               | -                      |
| 5  | Capitoli - 35. (下町雪訪い小話?, Shitamachi yukidoi kobanashi) - 36. (卒業式?, Sotsugyō shiki) - 37. (蘇る脳細胞?, Yomigaeru nōsaibō) - 38. (俺たちは機械じゃねぇ!?, Oretachi wa kikai janē!) - 39. (夢現小説?, Yumeutsutsu shōsetsu) - 40. (嵐山家、火事になる?, Arashiyama-ke, kaji ni naru) - 41. (大嵐の夜に?, Ōarashi no yoru ni) - 42. (学校迷宮案内?, Gakkō meikyū annai) |                        |                 |                        |
| 6  | 30 ottobre 2009 | ISBN 978-4-7859-3256-5 | -               | -                      |
| 6  | Capitoli - 43. (フリーマーケットで歩鳥とキス?, Furī māketto de hotori to kisu) - 44. (ざっくばらん?, Zakkubaran) - 45. (逢えない二人?, Aenai futari) - 46. (タイムカプセル?, Taimu kapuseru) - 47. (ヒーローショー?, Hīrō shō) - 48. (歩鳥初体験?, Hotori hatsutaiken) - 49. (紺先輩の静かな怒り?, Kon senpai no shizuka na ikari) - 50. (まぼろしの少年?, Maboroshi no shōnen) |                        |                 |                        |
| 7  | 30 aprile 2010 | ISBN 978-4-7859-3376-0 | -               | -                      |
| 7  | Capitoli - 51. (ホワイトデビル?, Howaito Debiru) - 52. (秋まつり?, Aki matsuri) - 53. (コンタクト?, Kontakuto) - 54. (ガッカリなカード?, Gakkari na kādo) - 55. (時は待ってくれない?, Toki wa mattekurenai) - 56. (テリトリー?, Teritorī) - 57. (それ町サスペンス劇場②?, Sore-machi sasupensu gekijō ni) - 58. (血のバレンタイン?, Chi no Barentain) |                        |                 |                        |
| 8  | 30 novembre 2010 | ISBN 978-4-7859-3519-1 | -               | -                      |
| 8  | Capitoli - 59. (笑ってごらん?, Waratte goran) - 60. (歩鳥となぞの王国?, Hotori to nazo no ōkoku) - 61. (大怪獣 尾谷校に現わる?, Dai kaijū oyakō ni arawaru) - 62. (踊る大捜査網?, Odoru dai sōsa mō) - 63. (KAPPA QUEST?, Kappa kuesuto) - 64. (サインはB!?, Sain wa bī!) - 65. (さよなら麺類?, Sayonara menrui) |                        |                 |                        |
| 9  | 31 agosto 2011 | ISBN 978-4-7859-3690-7 | -               | -                      |
| 9  | Capitoli - (嵐山忍法帳?, Arashiyama ninpō chō) - 66. (燃えよ 歩鳥?, Moeyo hotori) - 67. (答砲悋気?, Tōhō rinki) - 68. (嵐山ジョセフィーヌ様?, Arashiyama josefīnu sama) - 69. (流血のプロセス?, Ryūketsu no purosesu) - 70. (大人買い計画?, Otonagai keikaku) - 71. (歩く鳥?, Aruku tori) - 72. (嘘つきリッちゃんの亡霊?, Usotsuki Ri' chan no bōrei) - 73. (森秋 夜空に散る?, Moriaki yozora ni chiru) |                        |                 |                        |
| 10 | 30 luglio 2012 | ISBN 978-4-7859-3888-8 | -               | -                      |
| 10 | Capitoli - 74. (アネの日記?, Ane no nikki) - 75. (フタバ・デッドエンド?, Futaba Deddo Endo) - 76. (嵐山家 家事担う?, Arashiyama-ke kaji ninau) - 77. (巣?, Su) - 78. (Detective girls 2?, Ditekutibu Gāruzu Tsū) - 79. (歩鳥の戦争?, Hotori no sensō) - 80. (謎の円盤?, Nazo no enban) - 81. (歩鳥ファーストキス?, Hotori Fāsuto Kisu) |                        |                 |                        |
| 11 | 28 febbraio 2013 | ISBN 978-4-7859-4027-0 | -               | -                      |
| 11 | Capitoli - 82. (最後の謎?, Saigo no nazo) - 83. (闇に棲む声?, Yami ni sumu koe) - 84. (夕闇の町?, Yūyami no machi) - 85. (紺先輩は謎だ!?, Kon senpai wa nazo Da!) - 86. (非行少年飛行少女群像劇?, Hikō shōnen hikō shōjo gunzōgeki) - 87. (陰謀は霧の中?, Inbō wa kiri no naka) - 88. (ミラクルスーパーラッキー指輪?, Mirakuru Sūpā Rakkī yubiwa) - 89. (現代版まだらの紐?, Gendai ban madara no himo) |                        |                 |                        |
| 12 | 26 dicembre 2013 | ISBN 978-4-7859-5174-0 | -               | -                      |
| 12 | Capitoli - 90. (消された事件?, Kesareta jiken) - 91. (まぬけな大晦日の過ごし方?, Manuke na ōmisoka no sugoshi kata) - 92. (ナイトストーカー?, Naito sutōkā) - 93. (歩鳥はコタツで推理する?, Hotori wa Kotatsu de suiri suru) - 94. (A・KO・GA・REロンギング?, Akogare rongingu) - 95. (ユキコの剣?, Yukiko no ken) - 96. (幽霊絵画?, Yūrei kaiga) - 97. (二少女漂流記?, Ni shōjo hyōryūki) - 98. (エピローグ?, Epirōgu) |                        |                 |                        |
| 13 | 30 settembre 2014 | ISBN 978-4-7859-5393-5 | -               | -                      |
| 13 | Capitoli - 99. (張り込み?, Harikomi) - 100. (犬事件?, Inu jiken) - 101. (モテない紳士?, Motenai shinshi) - 102. (廃村?, Haison) - 103. (闇の中の消失?, Yami no naka no shōshitsu) - 104. (暗黒卓球少女?, Ankoku takkyū shōjo) - 105. (呪いのビデオ?, Noroi no Bideo) |                        |                 |                        |
| 14 | 30 maggio 2015 | ISBN 978-4-7859-5561-8 | -               | -                      |
| 14 | Capitoli - 106. (図書館の回し者?, Toshokan no mawashimono) - 107. (歩鳥撃沈?, Hotori gekichin) - 108. (続・夢現小説?, Zoku-yumeutsutsu shōsetsu) - 109. (ドッペルゲンガー?, Dopperugengā) - 110. (お姉さんといっしょ?, O nē san to issho) - 111. (夢幻小説?, Yumemaboroshi shōsetsu) - 112. (エビの恩返し?, Ebi no ongaeshi) - 113. (赤?, Aka) |                        |                 |                        |
| 15 | 30 aprile 2016 | ISBN 978-4-7859-5767-4 | -               | -                      |
| 15 | Capitoli - 114. (修学旅行?, Shūgaku ryokō) - 115. (飛ぶ鳥?, Tobu tori) - 116. (メガネ行方不明事件の全貌?, Megane yukue fumei jiken no zenbō) - 117. (虚?, Kyo) - 118. (牡丹灯籠?, Botan Dōrō) - 119. (不猟少年不良少女群像劇?, Furyō shōnen furyō shōjo gunzōgeki) - 120. (辰野俊子のお友達?, Tatsuno Toshiko no o tomodachi) - 121. (立つ鳥?, Tatsu tori) |                        |                 |                        |
| 16 | 14 febbraio 2017 | ISBN 978-4-7859-5959-3 | -               | -                      |
| 16 | Capitoli - 122. (未来の夢?, Mirai no yume) - 123. (Detective girls final?, Ditekutibu Gāruzu Fainaru) - 124. (大事件?, Dai jiken) - 125. (紺先輩 スペシャル?, Kon Senpai Supesharu) - 126. (悪?, Aku) - 127. (至福の店 フォーエバー?, Shifuku no mise Fōebā) - 128. (嵐と共に去りぬ?, Arashi to tomo ni sarinu) - 129. (少女A?, Shōjo Ē) - Epilogo. (エピローグ?, Epirōgu) |                        |                 |                        |

#### Guida ufficiale
La guida ufficiale pubblicata il 14 febbraio 2017 include: un breve capitolo inedito (矢 澤りえかさん結婚漫画, Matrimonio di Rieka Yazawa), un capitolo incluso nell'edizione BD dell'anime (辰野俊子バンド, Tatsuno Toshiko Band), il capitolo 53 (ロック, Rokku, Lock) e 128 (時限爆弾, Jigen Bakudan, Bomba a tempo) già pubblicati nella rivista mensile Young King OURs rispettivamente nel maggio 2009 e nel novembre 2015 ma non presenti nei tankōbon (i numeri di questi e altri capitoli pubblicati nella rivista non corrispondono a quelli raccolti in volumi), oltre ad altri contenuti extra.

### Anime
Soredemo machi wa mawatteiru è stato adattato in una serie di 12 episodi che è andato in onda il 7 ottobre 2010. L'anime è diretto da Akiyuki Shinbō, co-diretto da Naoyuki Tatsuwa, e prodotto dalla Tokyo Broadcasting System e dalla Shaft. Il primo Blu-ray/DVD della serie è stato pubblicato in Giappone il 24 dicembre 2010. Il tema di apertura è Down Town di Maaya Sakamoto e il tema finale è Maids sanjō! (メイズ参上!?). Il CD di Down Town è stato distribuito in Giappone il 20 ottobre 2010 e il CD di Maids sanjō! è stato pubblicato il 24 novembre 2010. All'Anime Weekend Atlanta 2011, la Sentai Filmworks ha annunciato di aver concesso la licenza la serie anime e l'ha pubblicata nel corso del 2012.

#### Episodi
| Nº | Giapponese 「Kanji」 - Rōmaji                               | In onda          | In onda |
| Nº | Giapponese 「Kanji」 - Rōmaji                               | Giapponese       |         |
| 1  | 「至福の店ビフォーアフター」 - Shifuku no mise bifoaafutaa  | 7 ottobre 2010   |         |
| 2  | 「セクハラ裁判が大人気」 - Sekuhara saiban ga daininki      | 14 ottobre 2010  |         |
| 3  | 「猫省年」 - Neko shōnen                                    | 21 ottobre 2010  |         |
| 4  | 「呪いの方程式」 - Noroi no hōtei shiki                     | 28 ottobre 2010  |         |
| 5  | 「実に微妙な辰野トシ子」 - Jitsuni bimyōna tatsuno toshi ko | 4 novembre 2010  |         |
| 6  | 「パンドラメイドサービス」 - Pandora meido saabisu          | 11 novembre 2010 |         |
| 7  | 「愛のナイトウ避行」 - Ai no naitō hi gyō                   | 18 novembre 2010 |         |
| 8  | 「全自動楽団」 - Senjidō gakudan                            | 25 novembre 2010 |         |
| 9  | 「激突！大人買い計画」 - Gekitotsu! Otonanagai keikaku      | 2 dicembre 2010  |         |
| 10 | 「穴ツッコミじいさん」 - Ana tsukkomi jiisan                | 9 dicembre 2010  |         |
| 11 | 「紺先輩号泣の夏」 - Kon senpai gōkyū no natsu              | 16 dicembre 2010 |         |
| 12 | 「それ町」 - Sore machi                                     | 23 dicembre 2010 |         |